# Mănăstirea Herrenchiemsee

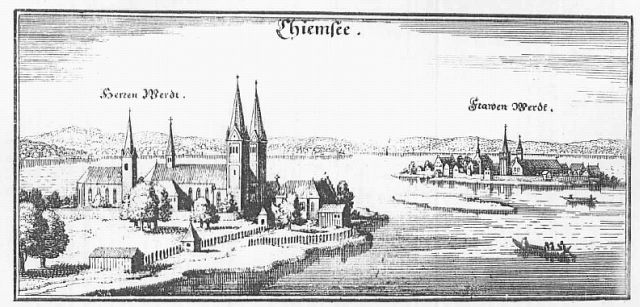
Gravură în Topographia Germaniae des Matthaeus Merian (aproximativ 1644)

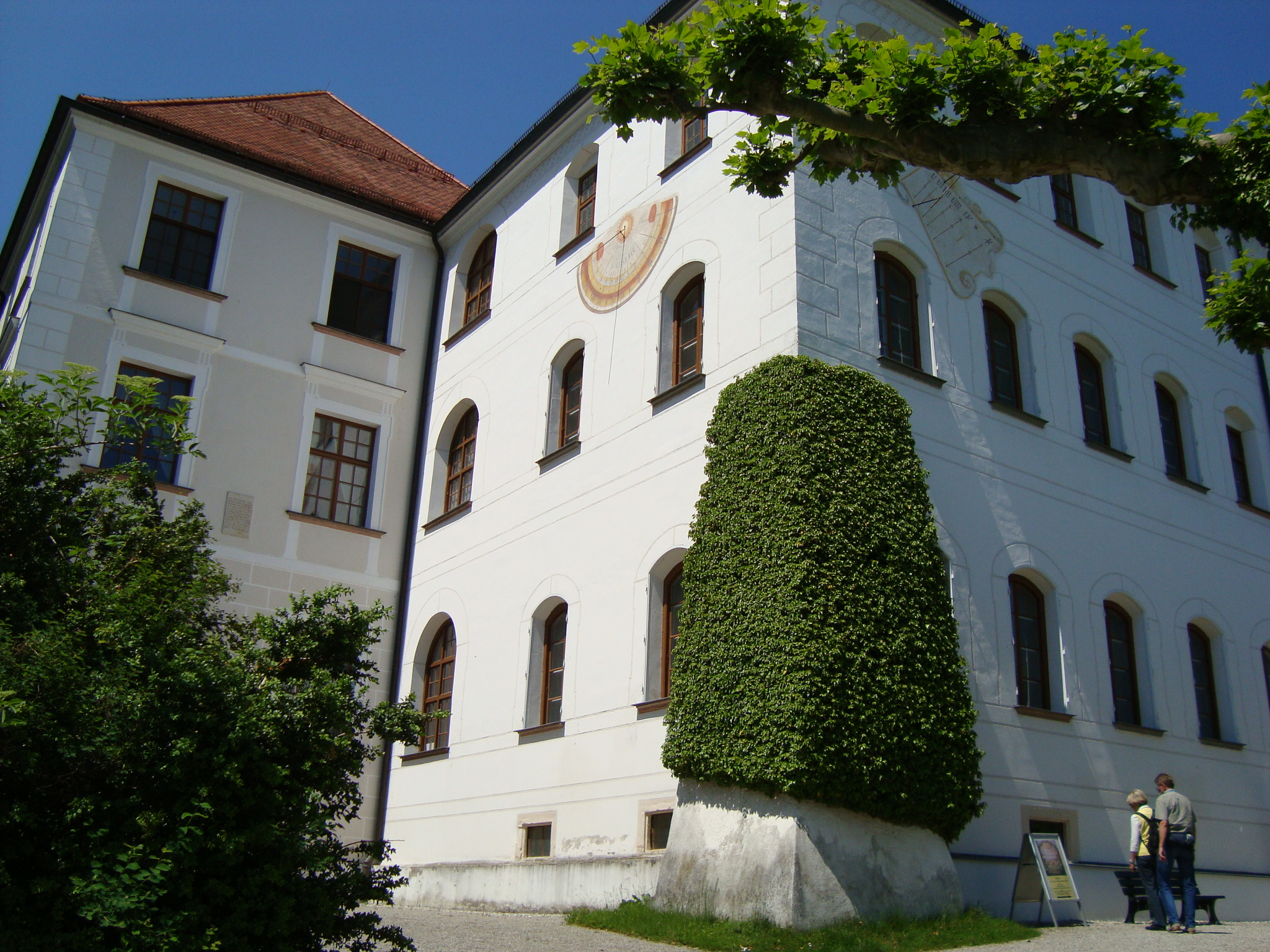
Partea de sud a mănăstirii cu ceasul solar

Mănăstirea Herrenchiemsee  este o fostă mănăstire a călugărilor augustinieni de pe insula Herrenchiemsee aflată pe lacul Chiemsee din Bavaria. Clădirea mănăstirii a fost transformată după secularizare în Castelul Vechi de la Herrenchiemsee (în germană Alte Schloss Herrenchiemsee).

## Istoric
Mănăstirea a fost fondată potrivit tradiției de către ducele Tassilo al III-lea al Bavariei. Adevăratul fondator a fost însă Eustasius, abatele mănăstirii Luxeuil (Burgundia). Mănăstirea a fost construită (potrivit celor mai recente descoperiri arheologice) între anii 620 și 629. Herrenwörth a fost, astfel, cea mai veche mănăstire bavareză, cu aproximativ șaptezeci de ani înainte de fondarea Mănăstirii Sf. Petru din Salzburg, care a fost mult timp considerată ca fiind cea mai veche mănăstire. De la fondare și până în 1130 a fost mănăstire benedictină, iar din 1130 mănăstirea augustiniană. Construirea unei basilici noi în stil romanic, cu trei abside, a fost finalizată în 1158. Arhiepiscopul de Salzburg a înființat în 1215 Episcopia de Chiemsee, dar episcopul de Chiemsee a avut reședința în palatul Chiemseehof din Salzburg. Mănăstirea augustiniană a fost catedrala Episcopiei de Chiemsee. Ea era condusă de un prepozit, care a deținut din 1218 și funcția de arhidiacon al unicului Arhidiaconat al episcopiei. Biserica mănăstirii, care a fost consacrată din 1131 Sfinților Sixt și Sebastian, a fost ridicat la rangul de catedrală.
Perioada de înflorire a mănăstirii a fost în secolul al XV-lea. Prepozitul Ulrich Häupl a primit în 1446 dreptul de a purta mitră. După 1498 prepozitul Rupert Puetinger a obținut titlul de conte palatin de Lateran, care i-a conferit dreptul să emită scrisori însemnate cu stema sa. Gestionarea incorectă și datoriile au făcut ca mănăstirea să fie administrată începând din perioada 1552-1562 de o conducere laică. Mănăstirea a reintrat sub conducere religioasă abia în timpul conducerii prepozitului Arsenius Ulrich, care a venit în 1627 de la Mănăstirea Sf. Cruce din Augsburg și a condus mănăstirea de pe insulă până în 1653.
În 1642 s-a început construirea unui nou complex mănăstiresc, care a fost finalizat înainte de 1731. În perioada 1676-1678 a fost construită o catedrală nouă în stil baroc după planurile arhitectului Lorenzo Sciasca din Graubünd. În anii 1700-1704 a fost înălțat un etaj princiar după planurile lui Antonio Riva. El a fost urmat în perioada 1727-1730 de înălțarea unui etaj pentru prelați, aceasta fiind ultima fază de construcție.
Mănăstirea a fost desființată în 1803 în urma Secularizării. Ea a trecut în proprietatea statului și a fost vândută în același an negustorului Carl von Lüneschloß din Mannheim. Catedrala Episcopiei de Chiemsee a fost profanată în 1807, iar Episcopia de Chiemsee a fost desființată în 1808. Marele negustor Alois von Fleckinger de la München a eliminat turnul și balconul corului în anii 1818-1820 și a amenajat o fabrică de bere în fostul naos. Altarul mare a ajuns la Rimsting, iar orga la Tittmoning. Clădirea mănăstirii a fost transformată în Castelul Vechi de la Herrenchiemsee. În perioada 1840-1870 a locuit pe insulă contele Paul Maria Vogt von Hunoltstein. El a vândut-o unei companii de exploatare a lemnului din Württemberg, care plănuia să defrișeze întreaga pădure de pe insulă. Regele Ludovic al II-lea al Bavariei a împiedicat acest lucru și a cumpărat insula în 1873 pentru suma de 350.000 de florini, începând din 1878 să construiască aici Castelul Nou de la Herrenchiemsee.
La etajul mănăstiresc al Castelului Vechi a avut loc în perioada 10-23 august 1948 Convenția constituțională care a pregătit Constituția Republicii Federale Germania. Acest eveniment este amintit de o expoziție din Castelul Vechi. Fosta catedrală urmează a fi restaurată la inițiativa asociației Freunde von Herrenchiemsee.

## Construcții

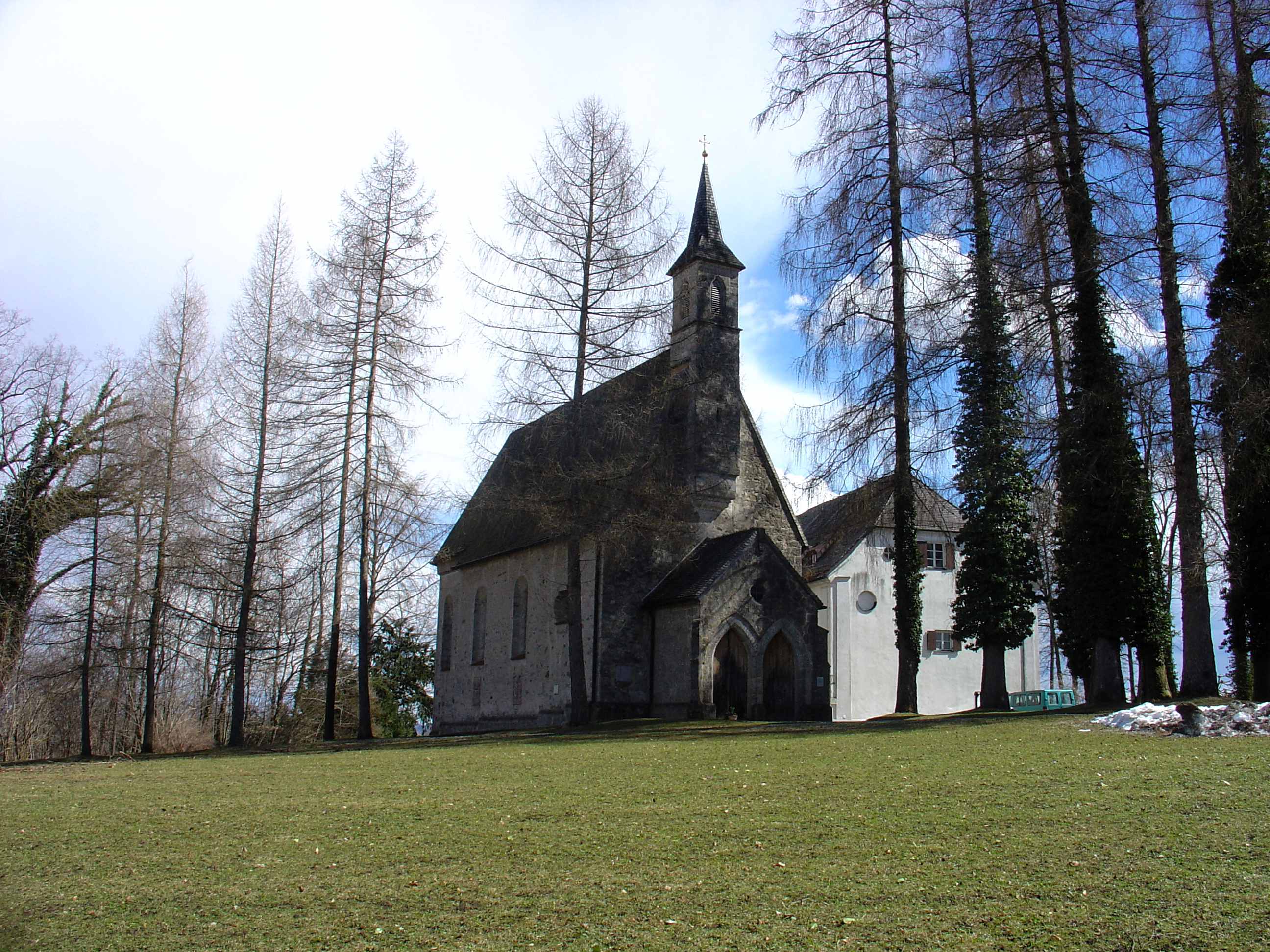
Biserica Sf. Maria

Castelul Vechi constă dintr-o clădire pătrată, împărțită în aripi. Principalele încăperi sunt Sala Imperială din aripa de sud cu decorațiuni de la 1700 și sala cu două abside în care a fost amenajată biblioteca în jurul anului 1735. Începând cu anul 1998, în aripile de est și de sud se află un muzeu, iar în aripa de nord este găzduită o galerie de artă cu aproximativ 100 de picturi ale lui Julius Exter.
Mica biserică Sf. Maria, construită în stil gotic târziu, a fost înălțată pentru credincioșii laici ai parohiei. Ea a fost sfințită în 1469, reconstruită în perioada 1630-1632 și a primit un altar în stil baroc timpuriu (1632) și un plafon casetat cu picturi din viața Sfintei Fecioare Maria. Orga datează din anul 1668. Pe fațada exterioară se află stema prepoziților augustinieni ai mănăstirii.